# 18115 Rathbun
18115 Rathbun là một tiểu hành tinh vành đai chính với chu kỳ quỹ đạo là 1885.7723765 ngày (5.16 năm).
Nó được phát hiện ngày 5 tháng 7 năm 2000.